# Backa teater
Backa teater är konstnärligt fristående del av Göteborgs stadsteater och en av Sveriges ledande barn- och ungdomsteatrar. Teatern är belägen i en ombyggd plåtverkstad på Lindholmen på Hisingen i Göteborg.
Teatern bildades 1978 då Eva Bergman och Ulf Dohlsten grundade Skolteaterensemblen på initiativ av Göteborgs Stadsteater. Under flera år hade ensemblen ingen specifik scen utan spelade på flera olika småscener. En av scenerna som frekventerades mest var Backa kulturhus som också kom att ge gruppen sitt namn. 1989 flyttade ensemblen in i en gammal bultfabrik vid Backaplan på Hisingen, men sedan hösten 2007 ligger teatern i en ombyggd plåtverkstad på Lindholmen, Hisingen.
1997 utsåg Sveriges regering Backa teater till nationell scen för barn och ungdom under tre år.

## Konstnärliga ledare
- Lars Melin 2020-
- Mattias Andersson 2006-2020
- Alexander Öberg 2000-2006
- Eva Bergman 1979-2001